# مقاطعة ماديسون (أركنساس)
مقاطعة ماديسون (بالإنجليزية: Madison County)‏ هي إحدى مقاطعات ولاية أركنساس في الولايات المتحدة الأمريكية.